# جاناتان دانتی
جاناتان دانتی زادهٔ ۷ اکتبر ۱۹۹۲) یک بازیکن راگبی ۱۵ نفره اهل فرانسه است. او در لیگ تاپ ۱۴ و استید فرانس بازی می‌کند.